# Bronowanie

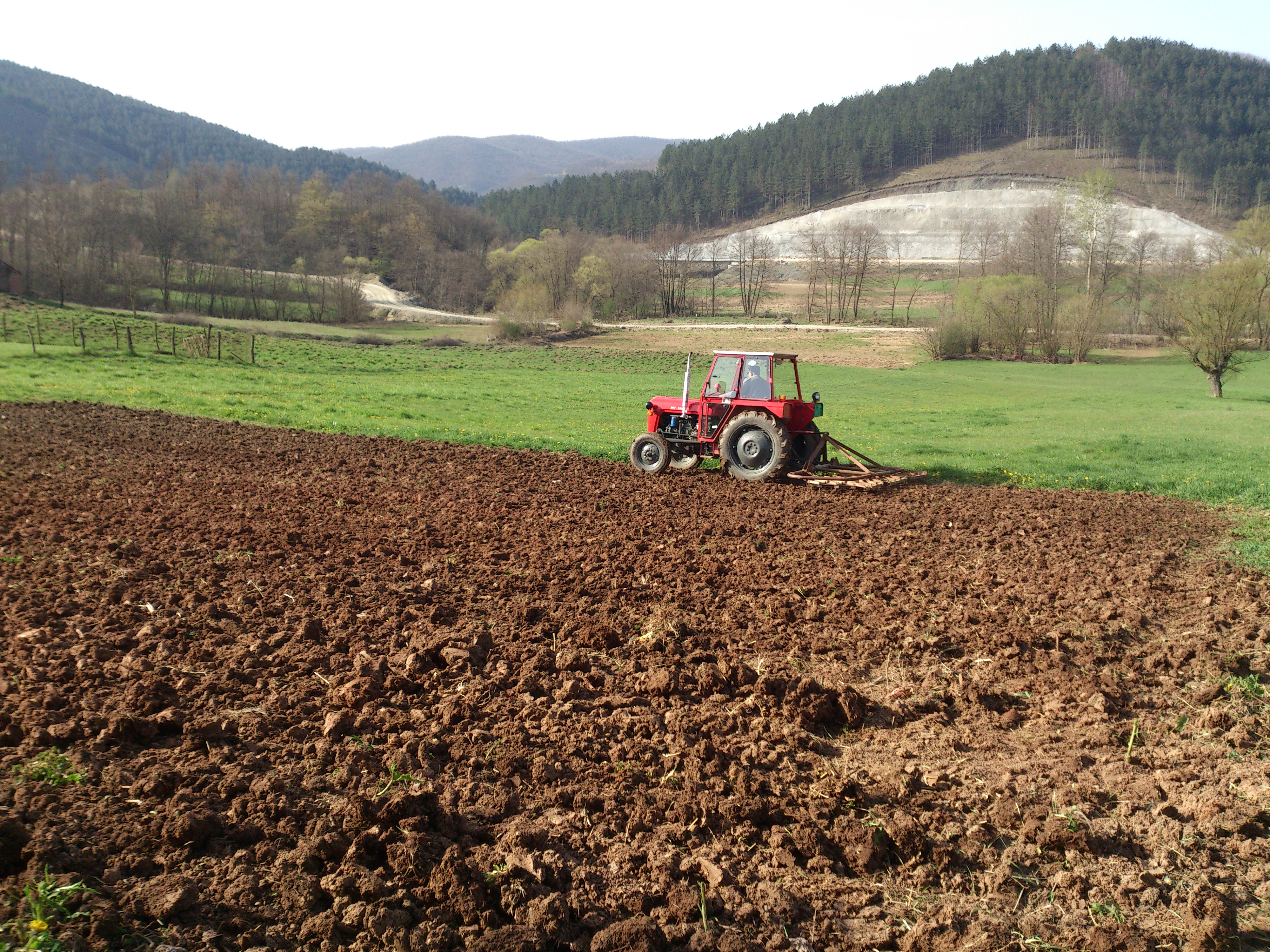
Bronowanie kruszy bryły i wyrównuje powierzchnię pola

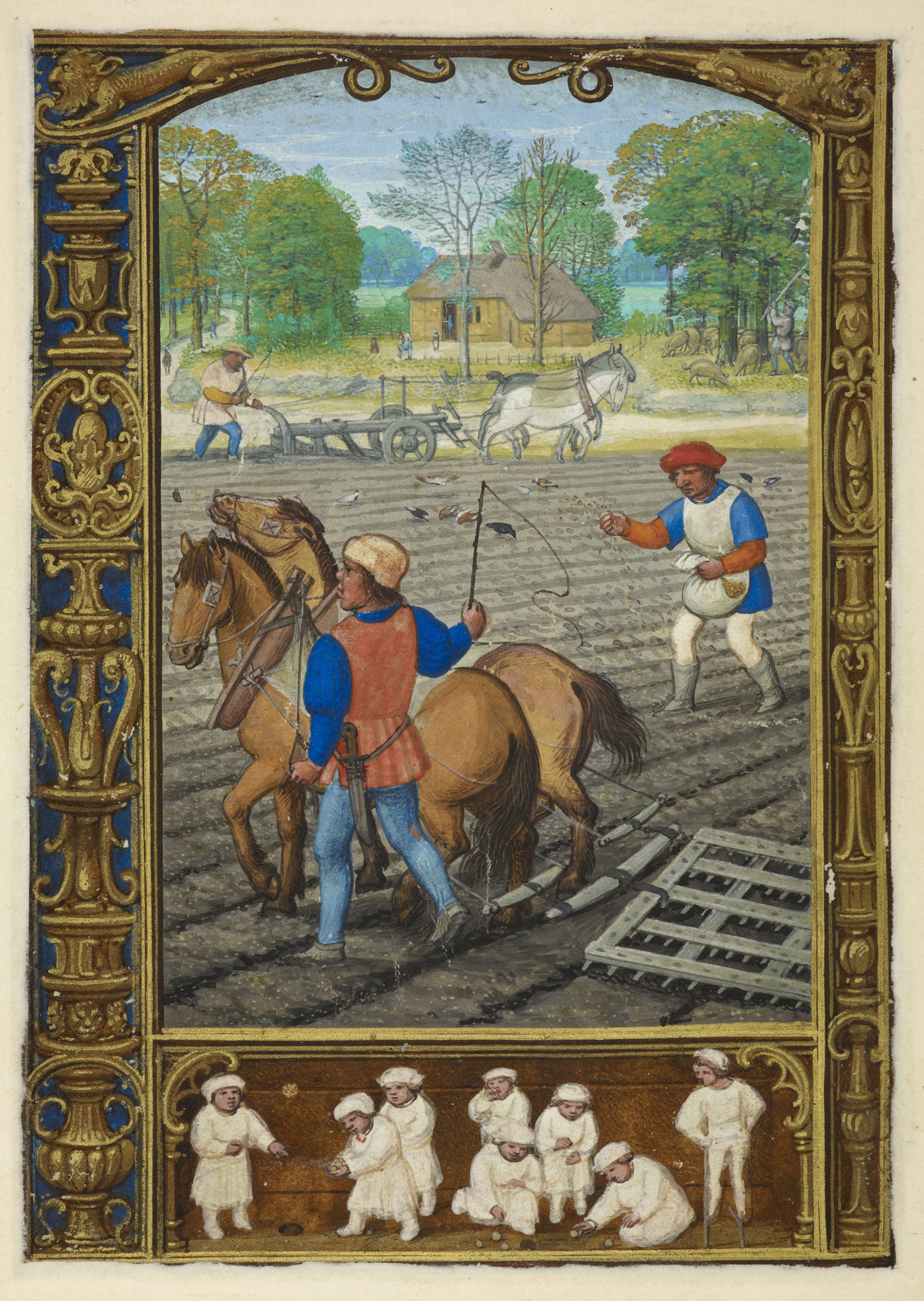
Bronowanie pola dawniej broną zębową

Bronowanie – zabieg uprawowy (uprawka) wykonywany broną w celu płytkiego spulchnienia roli, pokruszenia brył i skorupy glebowej, zniszczenia chwastów, przerwania parowania wody, wyrównania powierzchni pola oraz przykrycia materiału siewnego roślin.
Rodzaje bronowania:
- na czarno – silne bronowanie (na krzyż) zasiewów (głównie pszenicy) wykonywane wiosną, jego zadaniem jest zniszczenie skorupy glebowej i chwastów[1]
- pielęgnacyjne – wykonywane podczas pielęgnowania większości roślin uprawnych, jego zadaniami są: zapobieganie tworzeniu się skorupy glebowej lub jej niszczenie, niszczenie wschodzących chwastów, przerzedzenie zasiewów lub pobudzenie ich do intensywnego wzrostu, wymieszanie nawozów z glebą[1].

Bronowanie może też służyć przykryciu nasion rozmieszczanych podczas aerosiewu oraz redukcji liczby nasion zgromadzonych w glebowym banku nasion poprzez wyciąganie słabo ukorzenionych siewek.
Zabieg bronowania wykonuje się przed przeprowadzeniem wiosennego siewu oraz na polach nieobsianych. Bronowanie przeprowadzone w okresie wiosennym sprawia, że gleba jest w stanie zmagazynować większą ilość wody w powierzchniowej warstwie. Bronowanie powinno odbywać się przy odpowiedniej wilgotności roli – zbyt wilgotna się maże, a zbyt przesuszona – pyli i po zabiegu pozostają niepokruszone bryły.